# Seattle Symphony

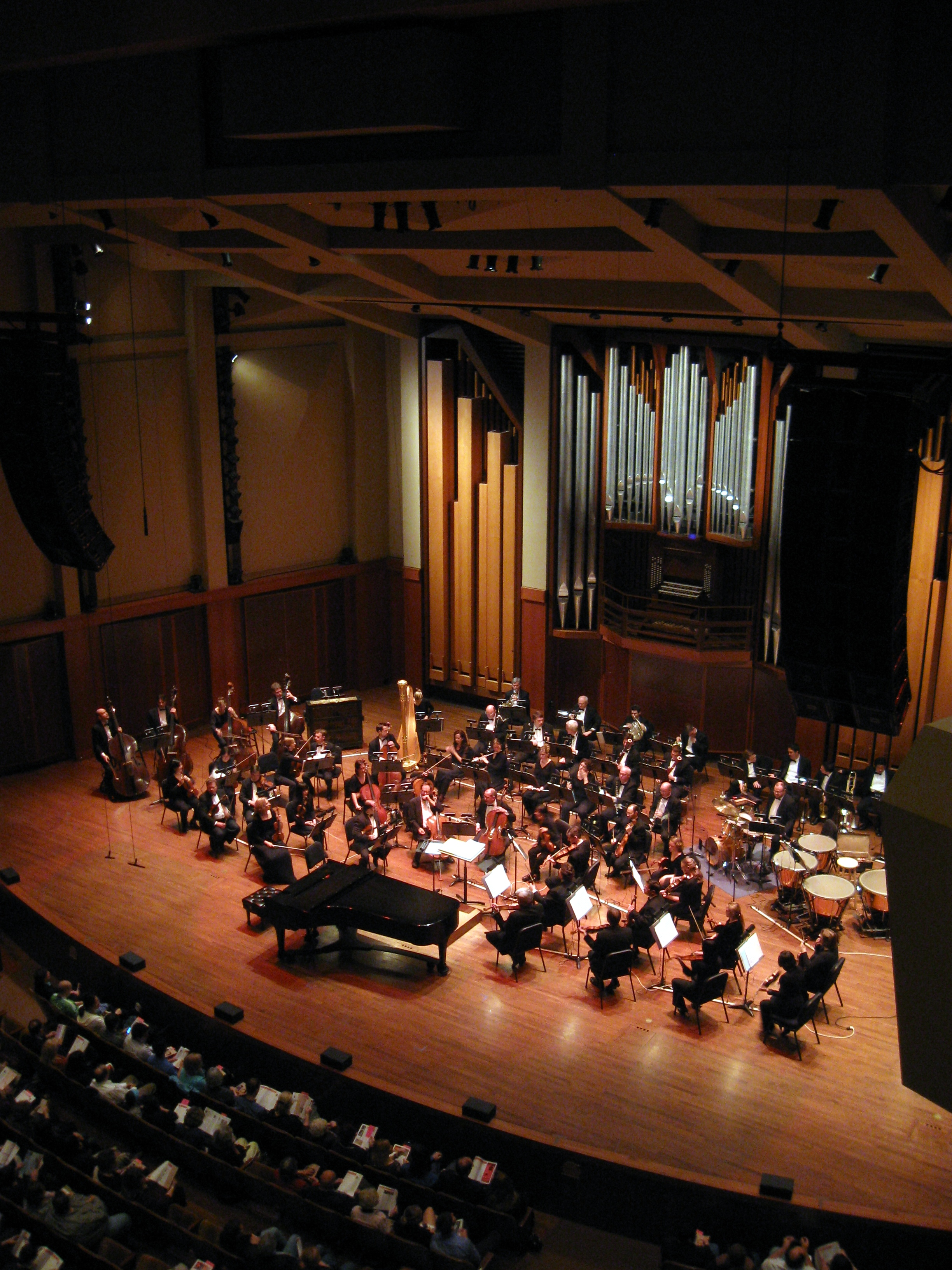
Seattle Symphony in Benaroya Hall in mei 2009

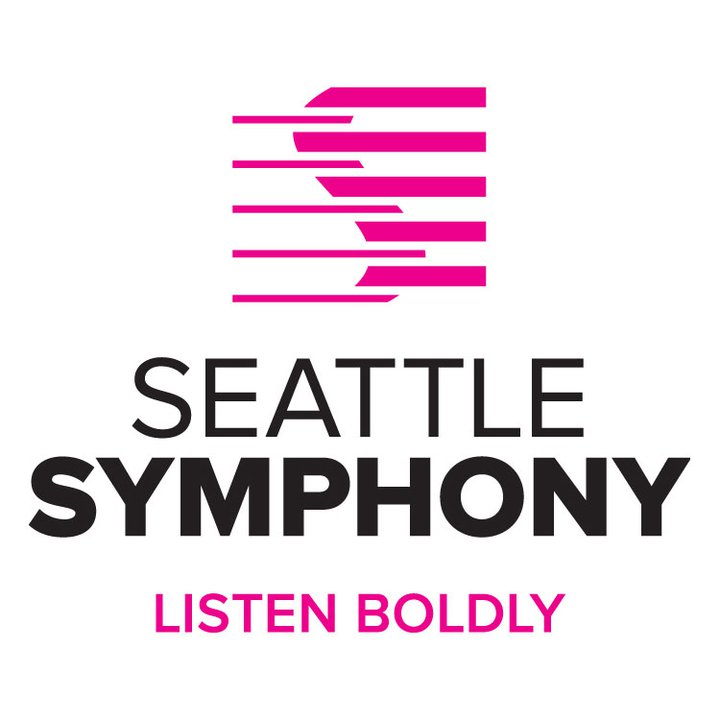
Logo

Het Seattle Symphony Orchestra is een symfonieorkest uit Seattle en het oudste symfonieorkest aan de noordwestkust van de Verenigde Staten. Gedurende de periode 1911-1919 heette het orkest Seattle Philharmonic Orchestra.

## Geschiedenis
Het orkest werd opgericht op 29 december 1903 door onder anderen violist en dirigent Harry West. Onder leiding van Gerard Schwarz (vanaf 1983) begon de internationale erkenning te groeien, mede door de avontuurlijke programmering. In de periode van Schwarz werden veel relatief onbekende en vaak ook nieuwe werken uitgevoerd, die elders niet (meer) gespeeld werden. Ook in plaatopnamen is dit beleid terug te zien. Naast hun eigen concertreeksen begeleidt het orkest ook de Seattle Opera. De thuisbasis van het orkest is Benaroya Hall, een concertzaal die bekendstaat om haar goede akoestiek en architectonische schoonheid. Het orkest speelde ook een rol in de opening van Soundbridge, Seattle Symphony Music Discovery Center, waar geïnteresseerden in klassieke muziek interactief deze wereld verder kunnen ontdekken.

## Chef-dirgenten
- 1903-1907: Harry West
- 1907-1909: Michael Kegrize
- 1909-1911: Henry Hadley
- 1911-1921: John Spargur
- 1921-1924: Mary Davenport-Engberg
- 1926-1932: Karl Krueger
- 1932-1938: Basil Cameron
- 1938-1941: Nikolai Sokoloff
- 1941-1944: Thomas Beecham
- 1944-1948: Carl Bricken
- 1948-1950: Eugene Linden
- 1950-1951: Manuel Rosenthal
- 1954-1976: Milton Katims
- 1976-1983: Rainer Miedél
- 1985-2011: Gerard Schwarz
- 2011-: Ludovic Morlot